# Зверино
Зверино̀ е село в Северозападна България, община Мездра, област Враца.

## География
Село Зверино се намира на около 14 km южно от областния център Враца и около 14 km запад-югозападно от общинския център Мездра. Разположено е в северната част на Искърския пролом в Стара планина, от двете страни на река Искър при вливането в нея на левия ѝ приток река Златица. Климатът е умереноконтинентален, почвите в землището са преобладаващо сиви и кафяви горски. Надморската височина до сградата на кметството при моста над Искър е около 277 m и нараства на юг и север от реката.
През Зверино минава второкласният републикански път II-16, който на изток води през село Лютиброд до село Ребърково, връзка там с първокласния републикански път I-1 (част от Европейски път Е79) и по него – към Враца, а на запад – през населените места в Искърския пролом до връзка с първокласния републикански път I-8 (ГКПП Калотина – София – ГКПП Капитан Андреево - Капъкуле). Общински път води на югоизток от Зверино до село Игнатица и продължава с неподдържан (към 2012 г.) участък до връзка при село Рашково с третокласния републикански път III-161.
Зверино е гара на минаващата през селото железопътна линия София – Горна Оряховица – Варна.
Зверино има три квартала – старото село Зверино (Селото), квартала около железопътната гара Зверино (Гарата) и по-късно образувания квартал, наречен Оданат.
Квартал Селото, с махали Слого, Сивец и Кимеро, е разположен в северозападната част на Зверино, откъм левия бряг на река Искър, около река Златица и малък поток. В него се намират училището, читалището, църквата „Свети великомъченик Димитрий“, магазини, заведения и други.
Квартал Гарата е разположен в североизточната част на Зверино, също откъм левия бряг на река Искър. Състои се от махалите Камик, Уске и основно къщи около жп гарата и главния път. Там се намира и автогара, от която има връзки за съседните села. Има заводи, голяма оранжерия, бензиностанция, заведения, хотели, ресторанти, магазини, две хижи и телевизионна кула.
Застроеният по-късно квартал Оданат е разположен в южната част на Зверино, откъм десния бряг на Искър (отвъд реката), на река Джерневница (Джърньовница). В него се намират складове, промишлени цехове, поща, хотелски комплекс, стадион на местния футболен клуб „ФК Скала“ Зверино, главен площад с пазар през сряда, както и магазини, заведения и кметството на селото. В Оданат има и газостанция. Завършеният през 1956 г. мост на река Искър улеснява заселването на квартала, където до 1944 г. е имало само няколко къщи на колибари.
Землището на село Зверино граничи със землищата на: село Челопек на север; село Лютиброд на изток; село Игнатица на изток и югоизток; село Оселна на юг; село Злидол на югозапад; село Елисейна на запад; село Очиндол на северозапад.
Населението на село Зверино, наброявало 1220 души при преброяването към 1934 г., нараства до 2306 – към 1992 г. и плавно намалява до 1444 (по текущата демографска статистика за населението) – към 2020 г.
При преброяването на населението към 1 февруари 2011 г., от обща численост 1728 лица, за 1674 лица е посочена принадлежност към „българска“ етническа група, за „турска“, „други“ и „не се самоопределят“ не са посочени данни и за 51 не е даден отговор.

## История
Сведения за селото има в турски регистър от 1430 г., споменава се под името „Изверине“.
Училището в село Зверино е създадено през 1879 г. като Начално училище „Цар Борис“. През 1931 г. е открита прогимназия, а през 1929 г. двете училища се обединяват. От 1992 г. училището е Средно общообразователно училище „Свети Климент Охридски“.
Църквата „Свети великомъченик Димитрий“ в Зверино е построена близо до левия бряг на река Искър – върху основите на по-стара църква, от XIV век, с труд и дарения на населението. Осветена е през 1907 г. от врачанския митрополит Константин.
Кредитна кооперация „Напредък“ – село Зверино е учредена на 8 април 1912 г. с 36 членове. Кредитира членовете при закупуване на земеделски инвентар; извършва търговия с бакалски и манифактурни стоки. През 1945 г. към коперацията се образува каменоломен отдел, мандра. През 1952 г. кооперациите в селата Зверино, Игнатица и Оселна се обединяват и новата кооперация се наименова „Балкан“. За периода 1968 – 1977 г. предметът на дейност на кооперацията „Балкан“ е търговия на дребно, обществено хранене, промишленост, изкупуване на селскостопанска продукция. Потребителната кооперация ръководи 16 хранителни и нехранителни магазина, 8 заведения за обществено хранене, сладкарници, фурни за производство на хлебни изделия, месодобивни, транспортни предприятия.
Читалище „Факел“ в Зверино е създадено през 1926 г. През 1958 г. започва – с активно участие на местното население, строежът на читалищна сграда, приключил през 1962 г. с откриването ѝ. Читалището е място за разнообразна художествена самодейност. Книжният му фонд наброява към края на 1990 г. 18900 тома.
Трудово кооперативно земеделско стопанство (ТКЗС) „Христо Ботев“ – село Зверино е основано на 20 юли 1958 г. В състава му влизат селата Зверино, Игнатица и Оселна. Основна дейност на ТКЗС – Зверино е производството на пшеница, царевица, овес, ечемик, картофи, тютюн, зеленчукопроизводство и животновъдство. Поради трудните теренни условия е невъзможно внедряване на механизация, поради което производството е нерентабилно, а заплащането на кооператорите – ниско. През юли 1964 г. се полага началото на промишлена дейност в ТКЗС с пускане в експлоатация на текстилни дараци за услуги на населението. До 1968 г. промишлената дейност се разширява и се обособяват три цеха – текстилен с пет участъка: тъкачен – за производство на жакардова тъкан, плетиво, губери и родопски одеяла, предачница и бояджийна; метален цех с три участъка: леярен, каси и оградна мрежа; шивашки цех за производство на работни облекла и за услуги на населението. През 1968 г. е построена оранжерия за производство на ранни зеленчуци на площ 3 ha, разширена през 1971 г. с още 3 ha. От 1 януари 1969 г. стопанството в Зверино е трансформирано в Държавно земеделско стопанство (ДЗС) „Христо Ботев“ в системата на Аграрно-промишлен комплекс (АПК) Мездра. От 1 януари 1970 г. към ДЗС – Зверино преминава и ТПК „Прогрес“ – село Зверино. От 1 януари 1977 г. стопанството се отделя като самостоятелно под наименование Клоново стопанство „Христо Ботев“ – Зверино.
Заводът за контактни елементи (ЗКЕ) в Зверино започва производствената си дейност от 1 август 1967 г. като цех на Завода за телефонна и телеграфна техника – София, а от 1 юли 1969 г. е обособен като самостоятелно предприятие към ДСО "Респром" – София. След първоначално разширяване обхвата на дейността през следващите години, по-късно дейността се свива, закриват се производства и цехове. За периода 1990 – 1992 г. персоналът на завода намалява от 850 на 170 души. Във връзка с промените, довели ДСО "Респром" до пререгистриране през 1997 г. като „Инкомс-телеком холдинг“ АД и откриване през 1998 г. на процедура за приватизацията му, бившият ЗКЕ в село Зверино – след съответни промени, е вписан като Търговско дружество (ТД) „ИНКОМС – Контактни елементи“ АД в регистъра на търговските дружества и техните клонове при Врачанския окръжен съд.

## Население
Преброяване на населението през 2011 г.
Численост и дял на етническите групи според преброяването на населението през 2011 г.:
|                     | Численост | Дял (в %) |
| Общо                | 1728      | 100,00    |
| Българи             | 1674      | 96. 87    |
| Турци               | 0         | 0,00      |
| Цигани              | 0         | 0,00      |
| Други               | 0         | 0,00      |
| Не се самоопределят | 0         | 0,00      |
| Неотговорили        | 51        | 2,95      |

## Поминък
Населението отглежда предимно овце, кози и по-малко говеда. Обработваемата земя е малко, почвата е бедна. За нуждите на всяко домакинство се отглеждат царевица, лук, картофи, боб, пипер и домати. Служебно хората са ангажирани в няколко фирми и предприятия в селото, но по-голямата част е ангажирана в градовете София, Мездра и Враца.

## Обществени институции
Село Зверино към 2022 г. е център на кметство Зверино.
В село Зверино към 2022 г. има:
- действащо читалище „Факел – 1926“;[22][23];
- действащо общинско средно училище „Свети Климент Охридски“;[24];
- православна църква „Свети великомъченик Димитрий“;[25];
- пощенска станция.[26];
- пенсионерски клуб „Златица“.

## Културни и природни забележителности
В близост до селото се намират Черепишкият манастир, известните отвесни скали Ритлите, паметникът на Дядо Йоцо и манастирът Седемте престола. Недалеч се намира и пещерата Леденика във Врачанската планина, а също така и проходът Вратцата.

## Редовни събития
- Населението е гостоприемно и отворено към празниците. Още от посрещането на Новата година, през Васильовден, Ивановден и Йордановден, Цветница, Лазаровден, Великден, и така до края на годината. Всички празници се почитат, уважават и празнуват.
- На 4 юни завършват Ботевите празници в с. Зверино с празнично тържество и заря. Чества се преминаването на последните Ботеви четници през река Искър.
- 7 ноември – събор на с. Зверино, на който всяко семейство опъва богата трапеза и кани гости.